# فرانسوا كوتورير
فرانسوا كوتورير (بالفرنسية: François Couturier)‏ هو ملحن وعازف بيانو فرنسي، ولد في 5 فبراير 1950 في Fleury-les-Aubrais ‏ في فرنسا.

## وصلات خارجية
- الموقع الرسمي
- فرانسوا كوتورير على موقع IMDb (الإنجليزية)
- فرانسوا كوتورير على موقع ألو سيني (الفرنسية)
- فرانسوا كوتورير على موقع ميوزك برينز (الإنجليزية)
- فرانسوا كوتورير على موقع ديسكوغز (الإنجليزية)
- فرانسوا كوتورير على موقع كينوبويسك (الروسية)